# Sächsisches Krankenhaus Großschweidnitz
Das Sächsische Krankenhaus Großschweidnitz ist ein psychiatrisches Krankenhaus in Großschweidnitz, Landkreis Görlitz, Sachsen.

## Geschichte
Durch eine zunehmende Überlastung von psychiatrischer Einrichtungen im Königreich Sachsen wurde in dem Jahr 1898 mit dem Bau der Königlichen Sächsischen Landes-Anstalt Gross-Schweidnitz bei Löbau in Sachsen begonnen. Die Anstalt, mit zunächst 34 Gebäuden, wurde am 1. April 1902 eröffnet und bot Platz für 524 Personen mit heilbaren und unheilbaren Geisteskrankheiten. Erster Direktor war Max Krell (1855–1912), der die Anstalt bis zu seinem Tod leitete. Bereits 1912 wurde es erforderlich, weitere vier Gebäude zu errichten, um dem steigenden Bedarf gerecht zu werden. Nun konnten 734 Personen ärztlich betreut werden. Im Ersten Weltkrieg kam es zu einer deutlichen Unterversorgung von Patienten, wodurch die Sterblichkeitsrate im Krankenhaus stieg. Nach dem Krieg wurde zunehmend in neuere Technik und Therapien investiert, wodurch der Behandlungsstandard stieg.

### Zeit des Nationalsozialismus
Am 1. Mai 1939 wurde Alfred Schulz zum Direktor berufen. Für die Aktion T4 diente die Anstalt unter Direktor Schulz als Zwischenanstalt für die Tötungsanstalt Pirna-Sonnenstein. So wurden etwa am 9. Juli 1941 272 Patienten der Provinzial-Heil- und Pflegeanstalt Kortau nach Großschweidnitz verlegt, von diesen wurden 131 Patienten am 22. Juli, 92 am 28. Juli und weitere 5 am 14. August nach Pirna-Sonnenstein verlegt und dort ermordet. Ab Dezember 1943 bestand in der Landesanstalt eine sogenannte „Kinderfachabteilung“ unter der Leitung von Arthur Mittag.

Im Verlauf des Krieges wurde Großschweidnitz zu einem der letzten intakten Standorte einer Nervenheilanstalt im Land. Viele schwer kranke Patienten wurden von anderen Einrichtungen hierher verlegt. Die Anlage war infolgedessen massiv überlastet. Dadurch stieg der Druck bei Ärzten und der Anstaltsleitung, wodurch weitere Patienten durch Medikamentenüberdosierungen, Unterernährung, Unterkühlung und Demobilisation getötet wurden.

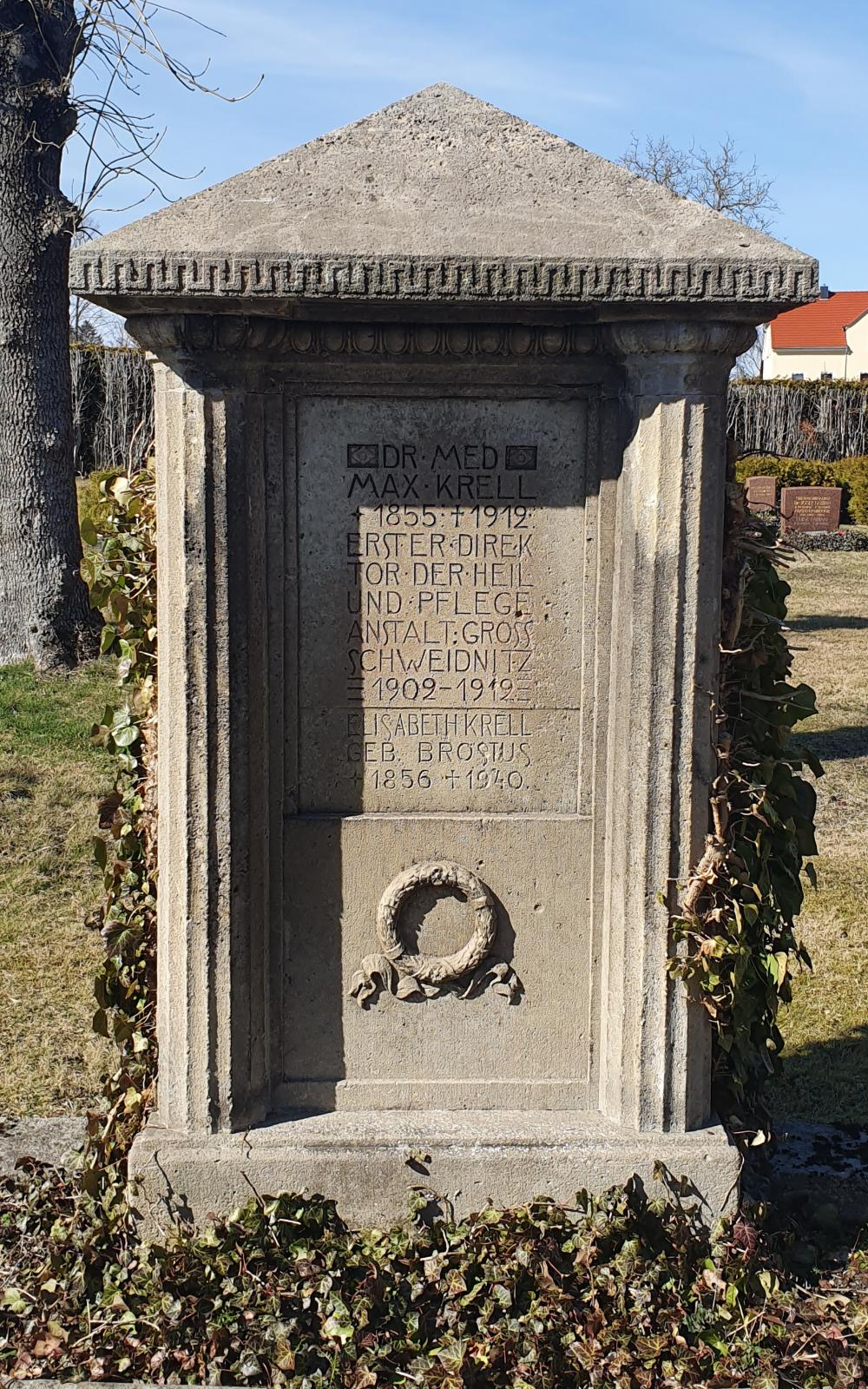
Grab von Max Krell in Großschweidnitz, erster Direktor der Anstalt.

Allein zwischen Mitte 1943 und September 1944 wurden in Großschweidnitz rund 2400 Patienten getötet. Insgesamt wurden von 1939 bis 1945 über 5000 Personen ermordet. Mitwissend beziehungsweise mitbeteiligt waren Ärzte und Pflegepersonal.

### Nachkriegszeit
Nach 1945 wurde die gesamte Anlage entseucht und wieder zu einer psychiatrischen Klinik verwandelt.
1947 wurden 2 Ärzte und 5 leitende Schwestern zu mehrjähriger Haft im Zuchthaus verurteilt.
Bereits 1949 beherbergte die Klinik-Anlage wieder 1520 Patienten. Nach der politischen Wende 1989 konnte das Krankenhaus umfangreich saniert und modernisiert werden.
Ab 1967 hieß die Anstalt „Fachkrankenhaus für Psychiatrie und Neurologie“.
2012 wurde der Verein Gedenkstätte Großschweidnitz gegründet, welcher die Aufarbeitung der Verbrechen in der Klinik während des Nationalsozialismus aufarbeitet.

## Einrichtung
Das Haus verfügt (Stand 2024) über 502 Betten.

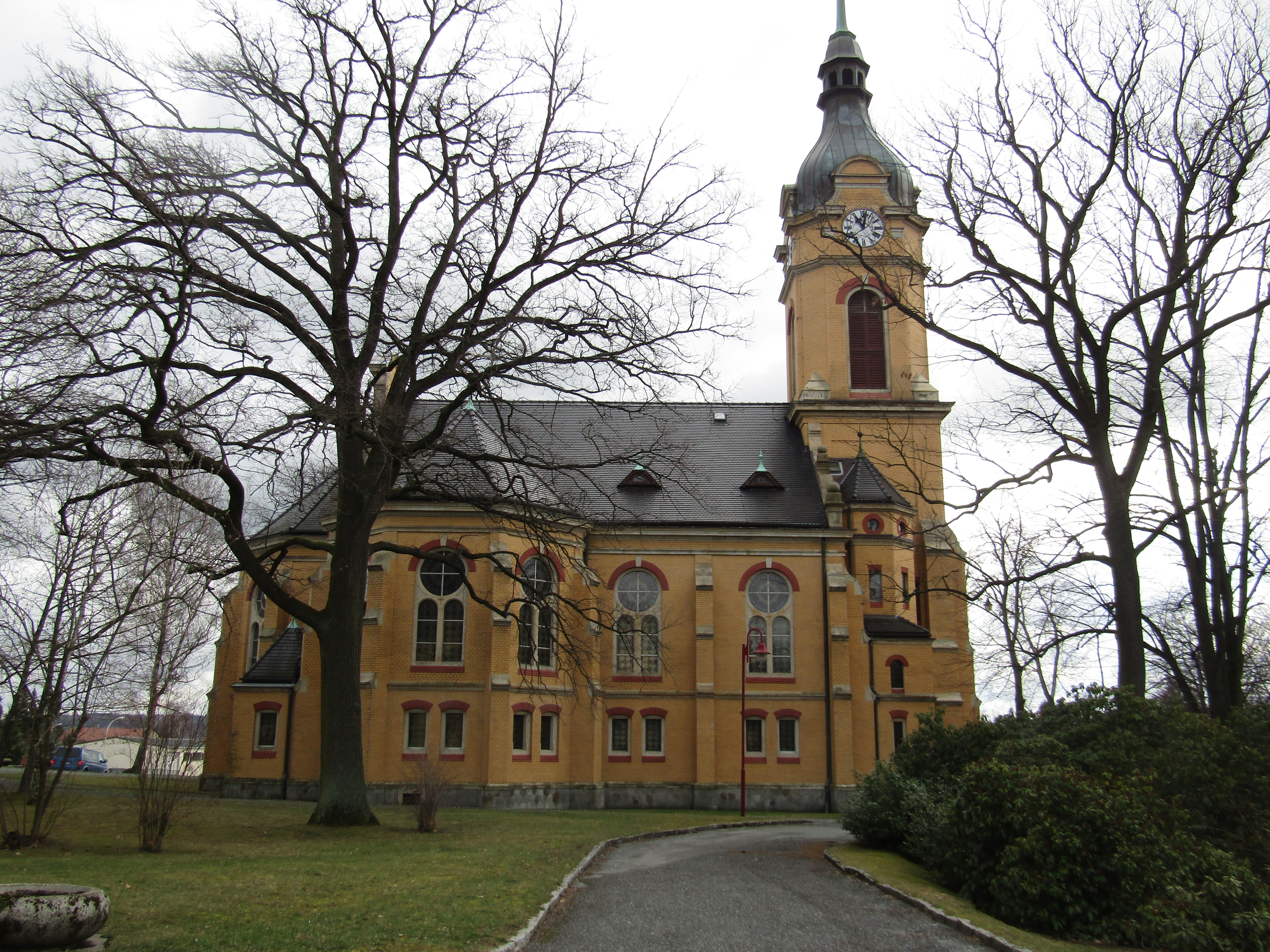
Anstaltskirche Großschweidnitz
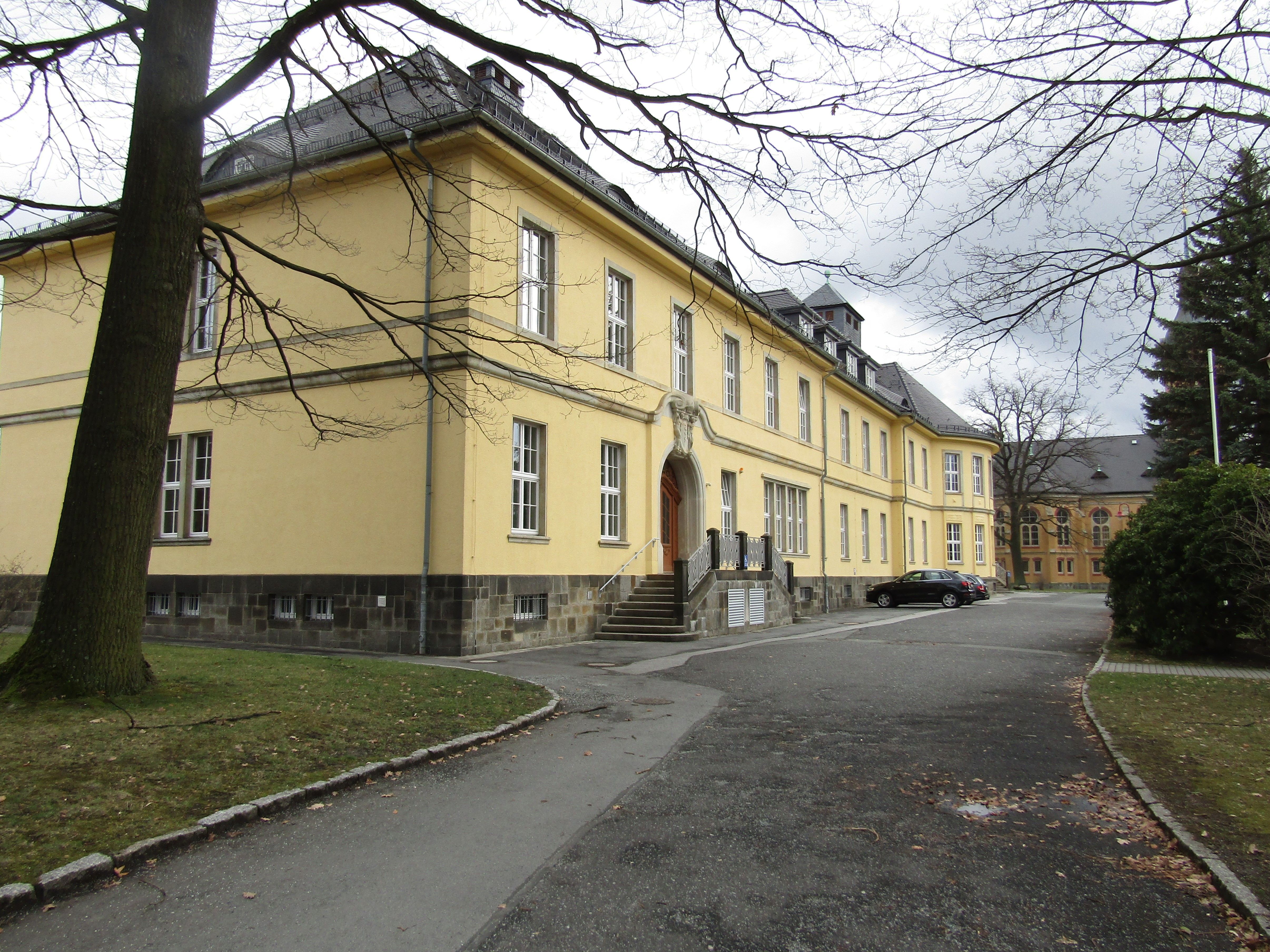
Verwaltungsgebäude des Sächsischen Krankenhauses Großschweidnitz
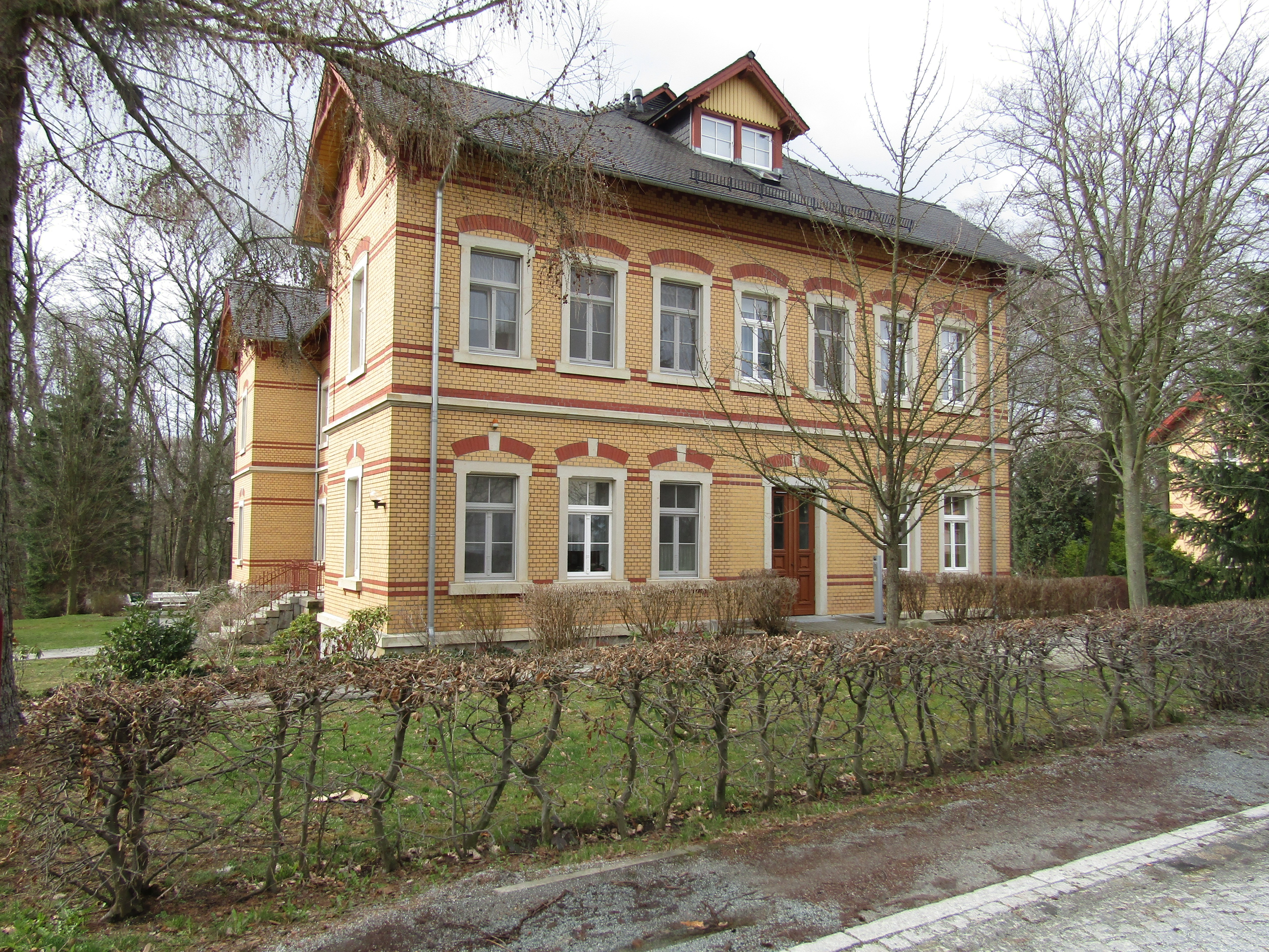
Klinik für Forensische Psychiatrie Station 28
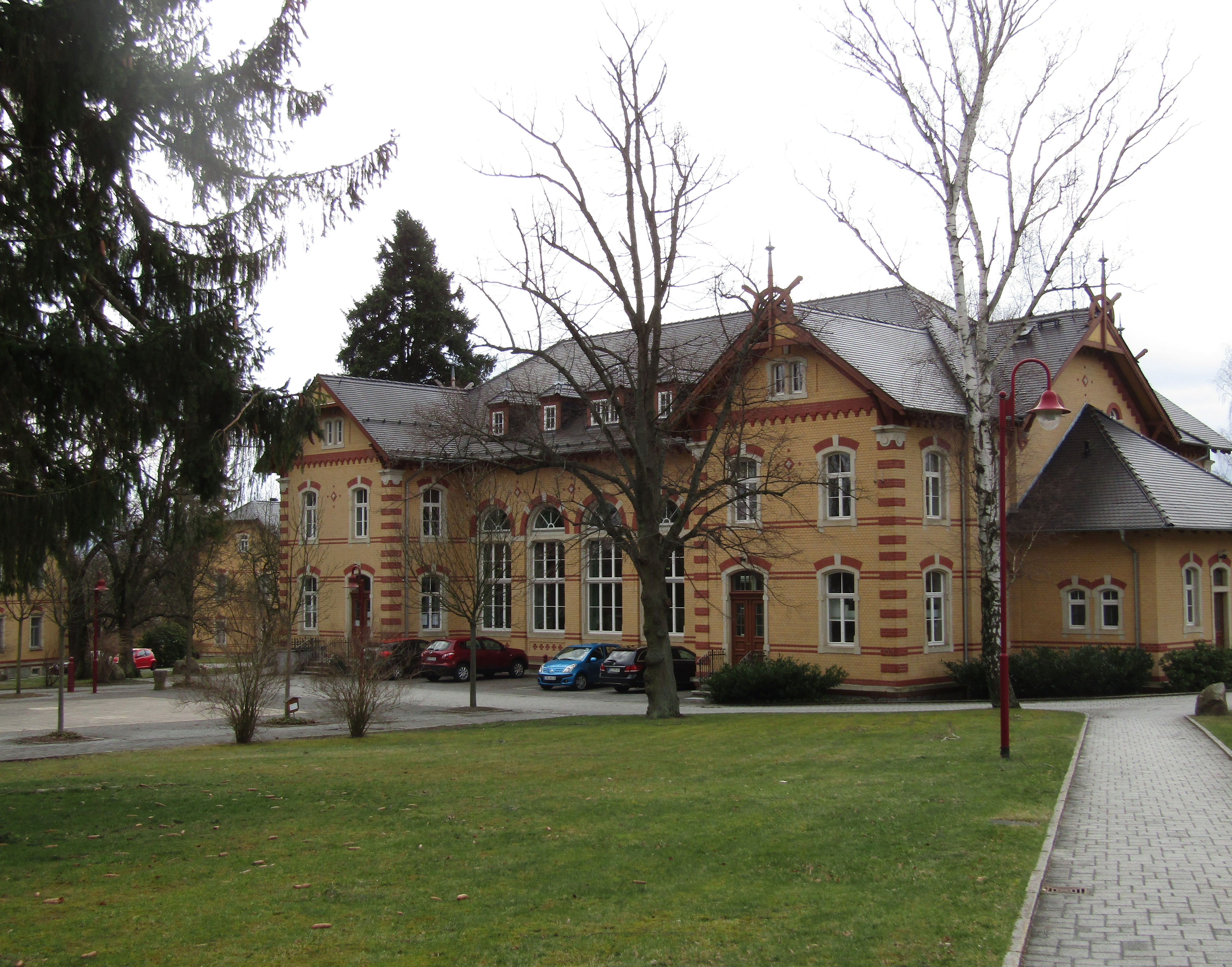
Rückansicht des Sozialzentrums